# Mehináku
Mehináku (Mehinako, Meináku, Meinako, Meinaco, Meinacu), pleme američkih Indijanaca porodice Arawakan na području parka Xingú u brazilskoj državi Mato Grosso. Locirani su u oidručju uz rijeku Kurisevo, selo Uyapiyuku. Populacija: 227 (Funasa - 2006). Jezično su najsrodniji plemenu Waurá (Uaura). Kulturno su srodni drugim plemenima kišne šume: agrikultura (posijeci-i-spali; manioka), ribolov, riba je najvažniji izvor proteina. Sela su kružna sa središnjim trgom. Ne smiju se brakati s plemenom Mehin.

## Vanjske poveznice
- Mehinako  Arhivirana inačica izvorne stranice od 26. prosinca 2010. (Wayback Machine)